# Dvorac Gebara
Dvorac-palača Gebara (baskijski: Gebara gaztelua, španjolski: Torre-palacio de Guevara ) je dvorac-palača smještena u istoimenom selu u općini Barrundia, Alava, Španjolska. Smješten je na brdu pored rijeke Zadorre i udaljen 15 km od prijestolnice Alave, grada Vitoria-Gazteiz. Dvorac je bio prijestolnica grofova Gebara i markiza od Oñatija.
Sagrađen je tijekom 15. stoljeća a uništen je tijekom prvog karlističkog rata 30. studenog 1839. Godine 1984. proglašen je Dobrom od kulturnog interesa (Bien de Interés Cultural).

## Vanjske poveznice
- http://www.hiru.com/historia/gazteluak/gaztelu-guztiak/-/journal_content/56/10137/GEBARA
- http://www.agurain.org/natura/txokoak/gebarako_gaztelua.htm  Arhivirana inačica izvorne stranice od 17. veljače 2021. (Wayback Machine)